# Wołmeczka
Wołmeczka (biał. Валмечка, Wałmieczka; ros. Волмечка, Wołmieczka) – wieś na Białorusi, w obwodzie mińskim, w rejonie dzierżyńskim, w sielsowiecie Putczyna, nad Wołmą.

## Historia
W XIX i w początkach XX w. folwark i karczma położone w Rosji, w guberni mińskiej, w powiecie mińskim, w gminie Rubieżewicze.
W dwudziestoleciu międzywojennym folwark leżący w Polsce, w województwie nowogródzkim, w powiecie wołożyńskim, w gminie Wołma, w pobliżu granicy ze Związkiem Sowieckim. W 1921 miejscowość liczyła 38 mieszkańców, zamieszkałych w 5 budynkach, wyłącznie Polaków wyznania rzymskokatolickiego.
Po II wojnie światowej w granicach Związku Sowieckiego. Od 1991 w niepodległej Białorusi.